# Peleteria rubescens
Peleteria rubescens är en tvåvingeart som först beskrevs av Jean-Baptiste Robineau-Desvoidy 1830.  Peleteria rubescens ingår i släktet Peleteria och familjen parasitflugor. Arten är reproducerande i Sverige. Inga underarter finns listade i Catalogue of Life.